# João Félix
João Félix Sequeira (Viseu, São João de Lourosa, 10 de novembro de 1999) é um futebolista português que atua como avançado. Atualmente joga pelo Al-Nassr.

## Carreira
Nascido em Viseu, João Félix começou a jogar no clube "Dínamo Clube da Estação" depois este um pequeno período no clube "Os Pestinhas", e em seguida entrou para as categorias de base do Porto, onde permaneceu durante sete anos. Após ter estado no Padroense, foi para as formações do Porto e do Benfica.

### Benfica

#### Benfica B

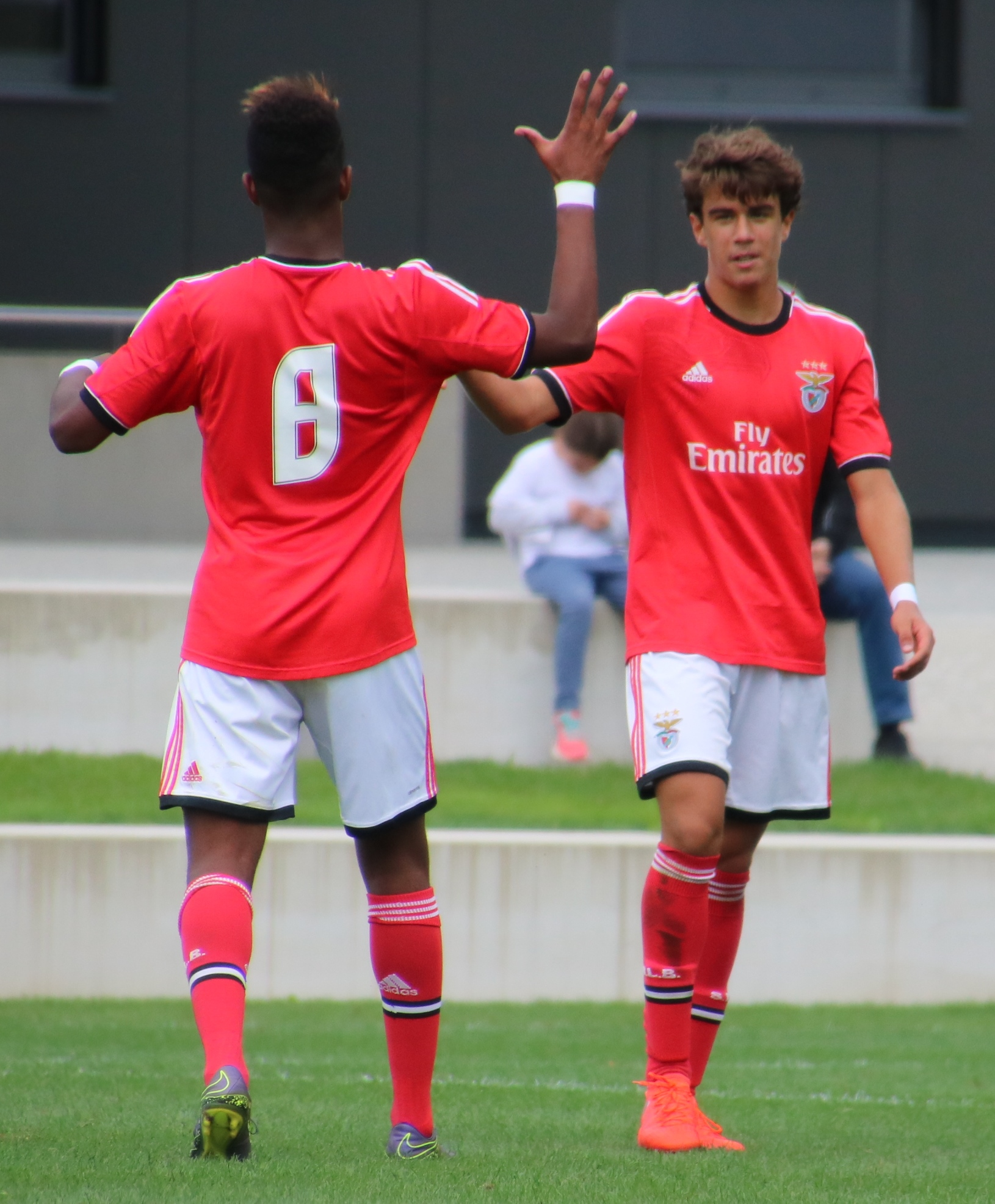
João cumprimentando um companheiro aos 16 anos.

Félix estreou profissionalmente aos 16 anos pelo Benfica B na Segunda Liga, no dia 17 de setembro de 2016, substituindo Aurélio Buta aos 83 minutos, num empate sem golos em Freamunde. Nesse dia, ele se tornou o jogador mais jovem a estrear pela equipa B do Benfica. Ele jogou 13 jogos e marcou três golos durante a temporada de 2016–17. Nessa temporada, também fez parte da equipa de sub-19 do Benfica, marcando 15 golos em 26 jogos. Foi uma das peças chaves da equipa que chegou à final da Liga Jovem da UEFA.
Na temporada 2017–18, fez 19 jogos (marcando seis golos) pela equipa B. E foi campeão do sub-19, numa equipa que contava com Gedson Fernandes, Florentino Luís e Jota.

#### Principal
No dia 18 de agosto de 2018, jogou pela primeira vez com a equipa principal do Benfica, num jogo contra o Boavista, no Estádio do Bessa. Uma semana depois, marcou o golo do empate no derby da cidade de Lisboa, disputado no Estádio da Luz.
Aos poucos foi ganhando o seu espaço na equipa, aproveitando o mau momento de Facundo Ferreyra e Nicolás Castillo e a lesão de Jonas.
Em sua primeira época, o atacante foi muito regular e mostrou-se útil ao treinador em diversos momentos. Muito mortal ao ataque português, mesmo em sua primeira temporada, o jovem lusitano chegou a marca de 15 gols – e outras sete assistências – somente na Primeira Liga de 2018–19. Lá conquistou o título nacional; Melhor Jogador do Mês de Janeiro de 2019; Jogador Jovem da Temporada e esteve presente no 11 Ideal da Liga Portuguesa como médio ao lado de Bruno Fernandes e Héctor Herrera.
Apesar de não ter conquistado mais nenhum troféu no ano, estreou na Fase de Grupos da Liga dos Campeões na última rodada diante o AEK Atenas. A equipe rumou à Liga Europa pelos maus resultados na principal competição de clubes da Europa e lá viu Félix ter uma performance magistral. Performando como titular, o atacante fizera seu primeiro hat-trick da carreira no jogo de ida contra o Frankfurt em uma goleada por 4–2 no Estádio da Luz. A apoteótica vitória elevou o status de futura estrela do futebol português e fez de Félix o atleta mais jovem a fazer um triplete na Liga Europa (19 anos).
O jogo de volta, no entanto, foi negativo. Os alemães fizeram valer o fato casa e eliminaram os portugueses por 2–0, garantindo-se na Fase de Semifinal pela regra do gol fora de casa.
Depois de uma bela época onde viria a conquistar o campeonato nacional, Félix tornou-se um jovem muito cobiçado, levantando interesse de colossos europeus, como o Atlético de Madrid que mais tarde viria a investir 126 milhões de euros nesta jovem promessa.

### Atlético de Madrid

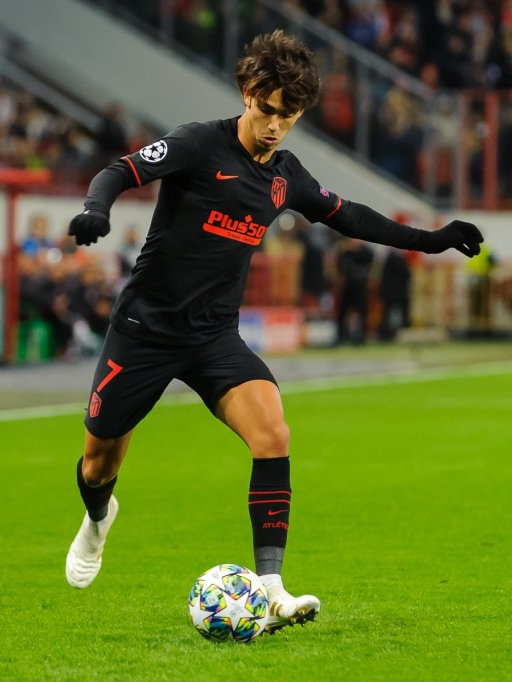
João Félix em 2019

Já no dia de 3 julho de 2019, assinou com o Atlético de Madrid por 126 milhões de euros, tornando-se o quarto jogador mais caro da história.
Após ter brilhado na pré-temporada, marcou seu primeiro golo oficial pelos Colchoneros no dia 1 de setembro, pela La Liga, contra o Eibar.
Sua passagem pelo Atlético de Madrid foi cercada de frustradas expectativas. O atleta tivera de conviver com seguidas lesões que o atrapalharam a desempenhar diversas partidas consecutivas; apenas em sua primeira época em Madrid, o português foi afastado dos gramados em duas oportunidades por conta de problemas no tornozelo, outra vez deixou os jogos para tratar de uma injúria na perna.
Ao mesmo tempo que tentava reafirmar-se como estrela mundial, o jogador tinha performances menos positivas nos principais jogos da equipe espanhola. No seu debut na Liga, marcou geralmente contra times menos tradicionais como o Eibar, Mallorca e Osasuna – estufando as redes duas vezes contra esse último –. Contra equipes mais estreladas do futebol local, o atacante conseguiu superar os goleiros do Sevilla e do Villarreal, mas passou em branco nos jogos diante o Barcelona e o Real Madrid durante toda a sua passagem conturbada em solo espanhol.

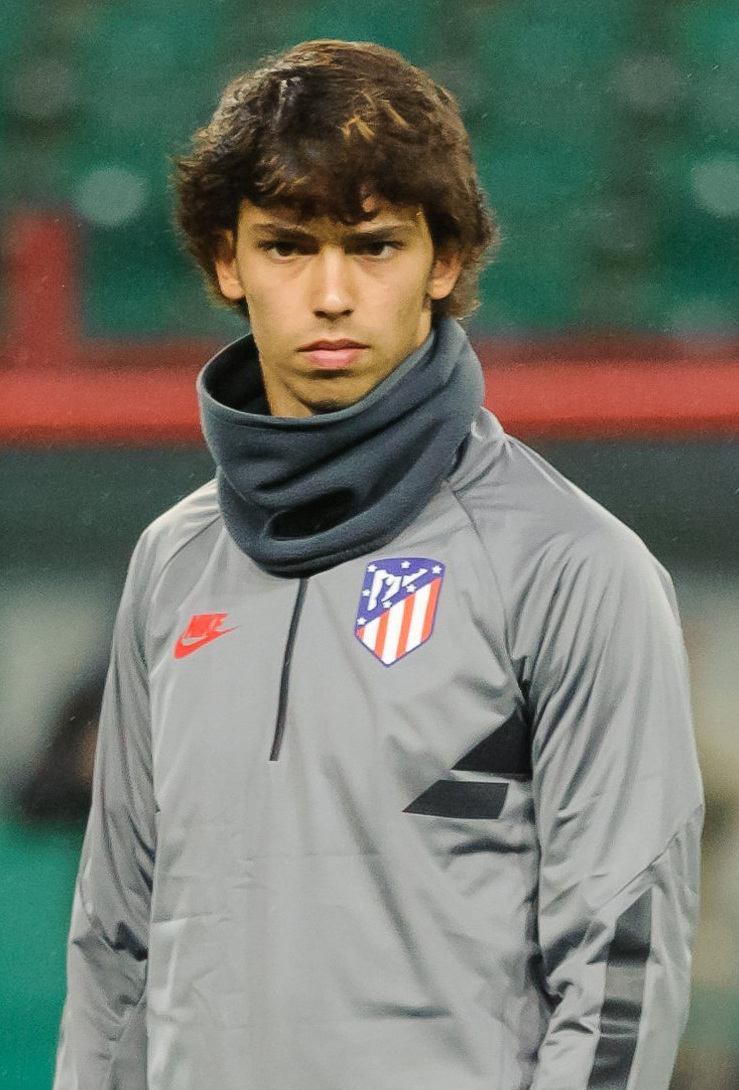
Félix aquecendo para uma partida pelo Atlético.

Na La Liga de 2020–21, viu uma equipe mais consistente sendo comandada por Diego Simeone. Em sua estreia, na goleada por 6–1 diante o Granada, João marcou um dos tentos e só voltaria a marcar gols nas rodadas 9 e 10, onde marcou dois dobletes consecutivos diante o Osasuna – onde também perdeu um pênalti – e o Cádiz.
Eventualmente foi acometido por outras lesões menores que o tiraram de alguns jogos. O português também chegou a deixar de participar de duas partidas do Campeonato por ter contraído o Coronavírus em 2021. Mesmo ausente, viu a equipe continuar sua consistência, com muito destaque para o goleador Luis Alberto Suárez que assumira o posto de Antoine Griezmann e era o principal membro ofensivo do time. Com a volta de João, a equipe não fizera mudanças significativas no plantel e o lusitano passou a atuar por menos minutos, especialmente após ser acometido por outra lesão no tornozelo na reta final da Liga.
Um dos mais importantes jogos da época ocorreu na 37ª rodada, onde a equipe estava perdendo para o Osasuna. Aos 87 minutos, João deu uma assistência para Renan Lodi empatar o jogo. Nos últimos minutos de jogo, Yannick Carrasco, um dos pilares ofensivos da equipe na época, contribuiu com outra assistência para Suárez fechar o placar, garantir os três pontos, e levar o time para 38ª rodada dependendo apenas de si para consagrarem-se campeões nacionais. Novamente sendo reserva, Félix atuou apenas 27 minutos na vitória de virada do Atleti diante o Real Valladolid por 2–1, com mais um brilho individual do craque uruguaio no gol da virada, e comemorou seu único troféu com a camisa do time da capital da Espanha.

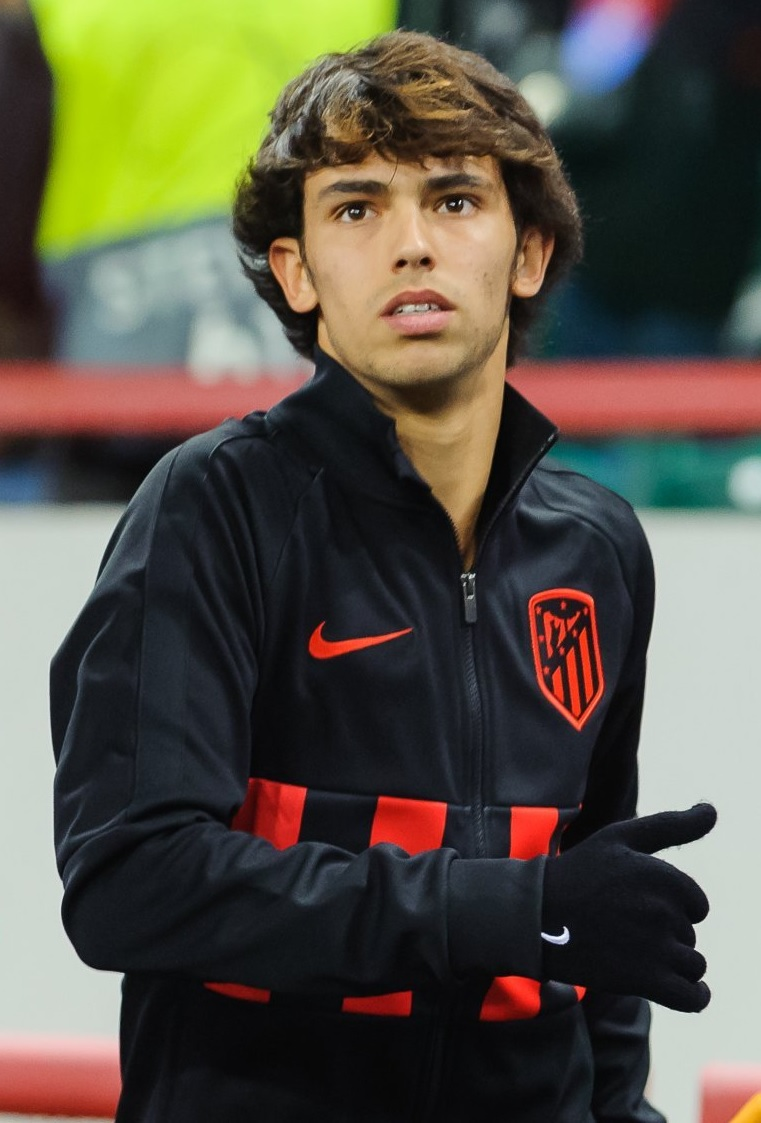
João aquecendo antes de uma partida em 2019.

Na La Liga de 2021–22, conviveu com momentos diversos. O jogador não pôde estrear com o restante da equipe por ter tido uma lesão no tornozelo e apenas no seu segundo jogo da temporada já levou um cartão vermelho que o suspendeu pelos próximos dois jogos.
Eventualmente, passou a jogar suas partidas sem muito brilho até a chegada do mês de março de 2022, onde foi excepcional marcando três gols – incluindo um doblete contra o Real Betis – e dando uma assistência em quatro jogos. De tal forma, vencera o prêmio de Melhor Jogador do mês de Março. Apesar do bom momento, sofreria uma lesão nos músculos isquiotibiais da coxa esquerda no mês seguinte que o tiraria da temporada.
Apesar dos momentos adversos, João terminou o período em um saldo positivo com a torcida da equipe de Madrid. Dessa forma, foi eleito por eles o Melhor Jogador da Temporada do clube da capital espanhola.
O jogador tivera de disputar a La Liga de 2022–23 por alguns jogos antes de deixar o time pela primeira vez. Lá, alternou entre momentos bons – como quando deu três assistências na partida de estreia contra o Getafe e gols contra Cádiz, Espanyol e Elche – e outra sequência grande de partidas sem nenhum gol marcado. Em 20 jogos na época, deixou a equipe em janeiro com cinco tentos.
Enquanto esteve com o Atlético, não tivera muitas oportunidades de brigar por títulos. Entre alguns gols ocasionais contra equipes menos favorecidas na Espanha pela Copa do Rei e eventuais eliminações precoces, o clube tivera uma chance de vencer a Supercopa da Espanha de 2019–20 ao enfrentarem o Real Madrid na final. Lá, porém, o time foi derrotado nas penalidades sem que Félix sequer terminasse a partida em que foi titular.

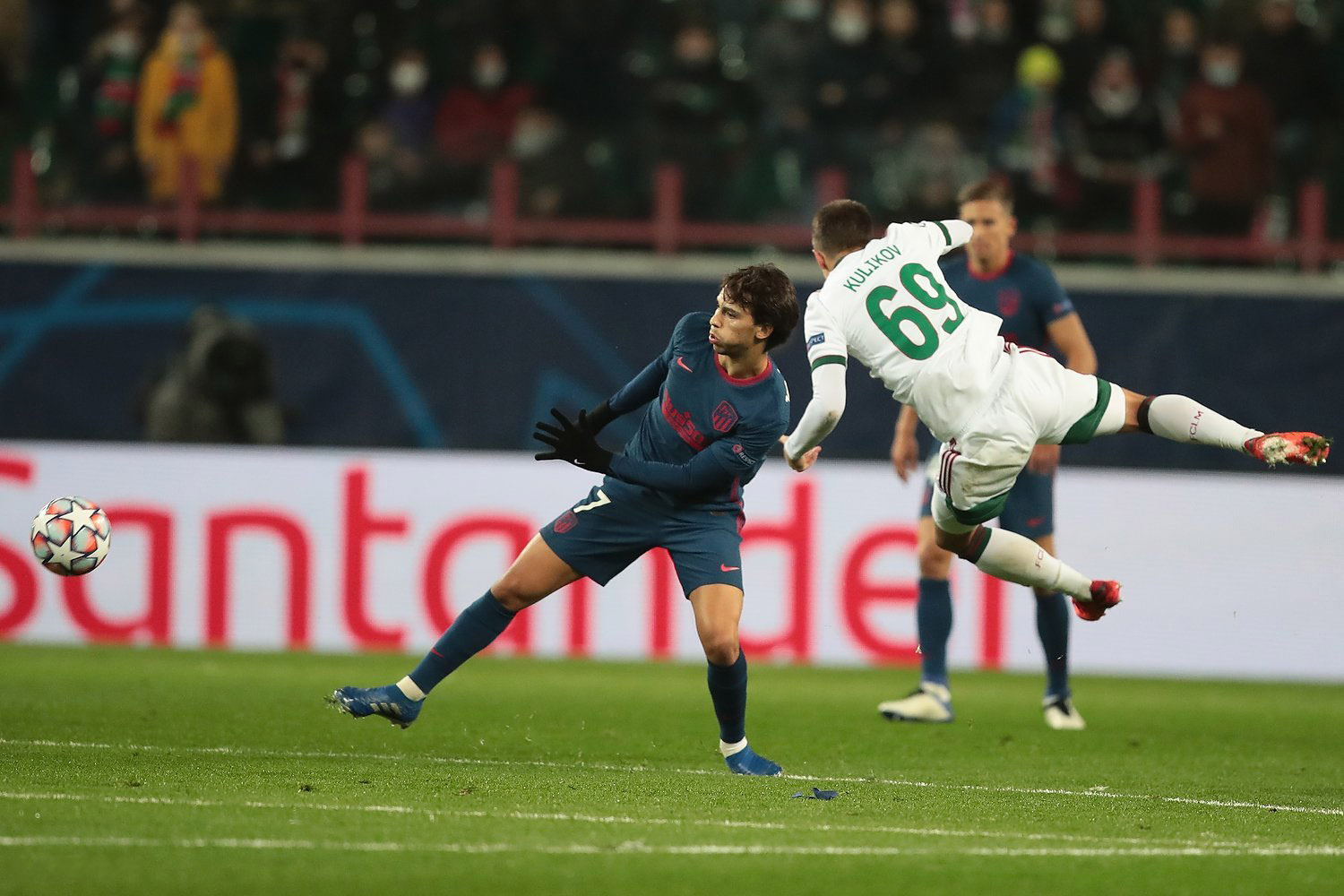
Félix em campo contra o Lokomotiv.

Félix também pudera disputar a Liga dos Campeões com a equipe, mas jamais conseguiu passar das quartas de final – sendo eliminado nessa Fase duas vezes. Por lá, conseguiu marcar sete gols. O primeiro ocorreu em 2019 no seu segundo jogo pela competição contra o Futbolniy Klub Lokomotiv; dois meses depois, em dezembro, fizera mais um contra esse mesmo time e ajudou a equipe a se classificar às oitavas em segundo lugar no grupo. Seu último gol na época ocorreu na eliminação diante o Leipzig pelas quartas.
Na edição seguinte, marcou um doblete contra o FC Red Bull Salzburg também na segunda rodada da Fase de Grupos. Na mesma Fase, marcou contra o FC Bayern München em um empate por 1–1. Em 2022, marcou seu último gol na competição nas oitavas de final em um novo empate por 1–1 na partida de ida contra o Manchester United. A classificação levou o time a disputar novos jogos contra um time de Manchester, mas os Citzens conseguiram a classificação após um placar de 1–0 no agregado.

### Chelsea (empréstimo)
Em 11 de janeiro de 2023, Félix ingressou no Chelsea, clube da Premier League, por empréstimo até o final da temporada 2022–23. Ele estava ligado aos rivais da Premier League, Arsenal e Manchester United, e nenhum dos clubes estava disposto a pagar a taxa de 11 milhões de euros.
Sua passagem pelo Chelsea não foi muito positiva. Em sua estreia, o português levou um cartão vermelho aos 58 minutos de jogo em uma derrota diante o Fulham no Craven Cottage. Em sua volta, marcou imediatamente em um empate por 1–1 contra o West Ham. O atacante repetiria esse feito em jogos contra o Everton, Bournemouth e Manchester United. Apesar disso, a equipe só vencera a partida contra o Bournemouth e o time concluiu a Premier League em 12º colocado.
João também entrou em campo pela Liga dos Campeões da UEFA de 2022–23. O atleta já tinha jogado a Fase de Grupos pelo Chelsea e fez a segunda metade com os Blues, mas não participou de nenhum gol pelas duas equipes que defendera. Assim, foi eliminado novamente nas quartas de final, dessa vez pelo Real Madrid.
O Chelsea não exerceu a opção de compra de João Félix ao fim da temporada. E, assim, João Félix, que desejava ficar em Londres e seguir disputando a Premier League, retornou ao Atleti.

### Regresso ao Atlético de Madrid
De regresso ao Atlético, João Félix envolveu-se em várias polémicas seja com o treinador Diego Simeone seja com os adeptos. A situação entre Félix e o Atlético, principalmente com o treinador, já estava desgastada desde a última época sendo esta a razão de ele ter sido emprestado ao Chelsea no mercado de inverno. Com toda esta instabilidade a saída do João Félix do Atlético de Madrid era tanto forçada pelo clube tanto pelo próprio jogador, tendo isto levado a uma das várias polémicas, quando Félix ofereceu-se ao rival do Atlético, o Barcelona.
| “                                                        | Adoraria jogar no Barça. O Barcelona sempre foi a minha primeira escolha e adoraria chegar ao Barça. Sempre foi meu sonho desde criança. Se acontecer, vai ser um sonho para mim. | ” |
| — João Félix numa entrevista exclusiva a Fabrizio Romano | |   |

Tanto os dirigentes do Atlético de Madrid tanto os adeptos não gostaram destas declarações de Félix a oferecer-se a um dos maiores rivais do seu clube, tanto que depois jogou nenhum minuto na pré-época, tendo estado lesionado em dois jogos e disponível noutros dois, e cada vez que estava presente no estádio era alvo de assobios. João Félix também deixou de ter a camisola 7, que passou para Antoine Griezmann, passando a usar a 18. Félix foi convocado para o primeiro jogo oficial do Atlético da época 2023–24 a contar para a La Liga contra o Granada, mas não chegou a somar nenhum minuto.[carece de fontes?]

### Barcelona (empréstimo)
No dia 1 de setembro, o Barcelona anunciou a contratação do jogador por empréstimo até o fim da temporada. O português marcou seu primeiro gol pelo clube no dia 16 de setembro, na goleada por 5–0 sobre o Real Betis, válida pela La Liga. Já na estreia do Barça na Liga dos Campeões, contra o Royal Antwerp, João Félix teve uma grande atuação, marcando dois gols e dando uma assistência para Lewandowski na goleada por 5–0. Eventualmente repetiria o tento em uma partida contra o Porto, mas sofreria uma eliminação ao PSG nas quartas de final.
Pela Liga Espanhola, alternou entre bons momentos, lesões e jogos menos inspirados. Ao longo da época, marcou sete vezes em 30 partidas, tendo marcado em todos os jogos disputados contra o Atlético de Madrid. No entanto, jogos ocasionais e muitas goleadas inesperadas, como os oito gols sofridos em duas partidas somadas contra o Girona, fizeram com que o Barça não conquistasse o título e Xavi deixasse o comando da equipe. Sem o aval da diretoria, o jogador não teve uma continuidade no elenco culé e deixou a equipe com 10 tentos em 44 partidas, incluindo dois vice-campeonatos: da Liga e da Supercopa.

### Chelsea (segunda passagem)
Em 21 de agosto de 2024, Félix retornou ao Chelsea, assinando um contrato de sete temporadas.
No elenco de Londres, o jogador estreou marcando um gol contra o Wolves, mas careceu de jogos melhores e não marcou mais nenhum gol na Premier League de 2024–25. Seus tentos ocorreram apenas na Liga Conferência da UEFA, onde marcou dois dobletes consecutivos e um terceiro doblete contra o Morecambe na estreia da FA Cup. Contudo, os jogos irregulares fizeram com que a jovem promessa portuguesa novamente não se firmasse. De tal modo, sequer completou a época e foi emprestado para outro time em janeiro de 2025.

### Milan (empréstimo)
No dia 4 de fevereiro de 2025, o Milan anunciou a contratação do atacante de 25 anos por empréstimo sem a opção de compra. O português assinou um contrato válido até 30 de junho de 2025.
Novamente em sua estreia, o jovem anotou um gol em uma partida diante a Roma na Copa da Itália. Competição que o clube rumou até a final, mas sem conseguir sucesso em competição alguma. Após a chegada de Félix, a equipe foi eliminada para o Feyenoord na Fase Intermediária da Liga dos Campeões e estava muito longe de conseguir uma vaga em competições europeias, pois o Milan ocupava a parte de baixo da primeira metade dos times da Série A. Eventualmente, na final da Coppa Italia, viu a equipe perder a partida decisiva contra o Bologna.
Mesmo tendo sido contratado em janeiro, a diretoria italiana havia decidido em março que não teria interesse em ampliar o empréstimo de João na equipe, já que o jogador havia feito somente um gol na estreia e não tinha mais balançado as redes. Eventualmente, também tendo baixa perspectiva de ser utilizado pelo time inglês, o jogador passou a ter o seu futuro vinculado para fora da Europa.

### Al-Nassr
Em 29 de julho de 2025, João Félix foi anunciado como novo reforço do Al-Nassr, da Arábia Saudita. De acordo com a imprensa local, a transferência custou 30 milhões de euros (R$ 196 milhões) aos sauditas.

## Vida pessoal
Os pais de Félix, Carlos (pai) e Carla (mãe), são ambos professores. Ele tem um irmão mais novo, Hugo, que joga no Benfica. Os ídolos de Félix eram Kaká e Rui Costa, este último jogador que ele parecia imitar.
Em 14 de abril de 2020, Félix fez uma doação de equipamentos para um hospital em sua cidade natal em Viseu para ajudar na luta contra a pandemia de Coronavírus (COVID-19).

## Estatísticas
Atualizadas até 18 de dezembro de 2024.

### Clubes
| Clube              | Temporada         | Campeonato nacional | Campeonato nacional | Campeonato nacional | Taça nacional | Taça nacional | Taça nacional | Competições continentais | Competições continentais | Competições continentais | Outros torneios | Outros torneios | Outros torneios | Total | Total | Total   |
| Clube              | Temporada         | Jogos               | Golos               | Assist.             | Jogos         | Golos         | Assist.       | Jogos                    | Golos                    | Assist.                  | Jogos           | Golos           | Assist.         | Jogos | Golos | Assist. |
| ------------------ | ----------------- | ------------------- | ------------------- | ------------------- | ------------- | ------------- | ------------- | ------------------------ | ------------------------ | ------------------------ | --------------- | --------------- | --------------- | ----- | ----- | ------- |
| Benfica B          | 2016–17           | 12                  | 3                   | 0                   | —             | —             | —             | —                        | —                        | —                        | —               | —               | —               | 12    | 3     | 0       |
| Benfica B          | 2017–18           | 19                  | 6                   | 0                   | —             | —             | —             | —                        | —                        | —                        | —               | —               | —               | 19    | 6     | 0       |
| Benfica B          | Total             | 31                  | 9                   | 0                   | —             | —             | —             | —                        | —                        | —                        | —               | —               | —               | 31    | 9     | 0       |
| Benfica            | 2018–19           | 26                  | 15                  | 7                   | 8             | 2             | 0             | 9                        | 3                        | 1                        | —               | —               | —               | 43    | 20    | 8       |
| Benfica            | Total             | 26                  | 15                  | 7                   | 8             | 2             | 0             | 9                        | 3                        | 1                        | —               | —               | —               | 43    | 20    | 8       |
| Atlético de Madrid | 2019–20           | 27                  | 6                   | 0                   | 1             | 0             | 1             | 6                        | 3                        | 1                        | 2               | 0               | 0               | 36    | 9     | 2       |
| Atlético de Madrid | 2020–21           | 31                  | 7                   | 1                   | 0             | 0             | 0             | 8                        | 3                        | 0                        | 0               | 0               | 0               | 40    | 10    | 6       |
| Atlético de Madrid | 2021–22           | 24                  | 8                   | 4                   | 2             | 1             | 0             | 8                        | 1                        | 1                        | 1               | 0               | 0               | 35    | 10    | 5       |
| Atlético de Madrid | 2022–23           | 14                  | 3                   | 3                   | 1             | 1             | 0             | 5                        | 1                        | 0                        | –               | –               | –               | 20    | 5     | 3       |
| Atlético de Madrid | Total             | 96                  | 24                  | 8                   | 4             | 2             | 1             | 27                       | 8                        | 2                        | 3               | 0               | 0               | 131   | 34    | 16      |
| Chelsea            | 2022–23           | 16                  | 4                   | 0                   | 0             | 0             | 0             | 4                        | 0                        | 0                        | —               | —               | —               | 20    | 4     | 0       |
| Chelsea            | 2024–25           | 9                   | 1                   | 1                   | 2             | 0             | 1             | 4                        | 4                        | 0                        | —               | —               | —               | 15    | 5     | 1       |
| Chelsea            | Total             | 25                  | 5                   | 1                   | 2             | 0             | 1             | 8                        | 4                        | 0                        | —               | —               | —               | 35    | 9     | 1       |
| Barcelona          | 2023–24           | 30                  | 7                   | 3                   | 3             | 0             | 1             | 9                        | 3                        | 1                        | 2               | 0               | 1               | 44    | 10    | 6       |
| Barcelona          | Total             | 30                  | 7                   | 3                   | 3             | 0             | 1             | 9                        | 3                        | 1                        | 2               | 0               | 1               | 44    | 10    | 6       |
| Total na carreira  | Total na carreira | 208                 | 60                  | 19                  | 17            | 4             | 3             | 53                       | 18                       | 4                        | 7               | 0               | 1               | 284   | 82    | 31      |

### Seleção Portuguesa
Atualizadas até 18 de dezembro de 2024.
| País     | ano   | jogos | golos |
| -------- | ----- | ----- | ----- |
| Portugal | 2019  | 5     | 0     |
| Portugal | 2020  | 8     | 3     |
| Portugal | 2021  | 7     | 0     |
| Portugal | 2022  | 8     | 1     |
| Portugal | 2023  | 8     | 3     |
| Portugal | 2024  | 6     | 1     |
| Portugal | Total | 42    | 8     |

## Títulos
Benfica
- Primeira Liga: 2018–19

Atlético de Madrid
- La Liga: 2020–21

Chelsea
- Liga Conferência da UEFA: 2024–25[90]

Seleção Portuguesa
- Liga das Nações da UEFA: 2018–19, 2024–25[91]

### Prémios individuais
- Equipa do Ano da Liga Europa da UEFA: 2018–19
- Jogador do mês da Primeira Liga de 2018–19: janeiro de 2019
- Jovem Jogador do mês da Primeira Liga de 2018–19 (SJPF): janeiro de 2019
- Futebolista Revelação do Ano em Portugal: 2018–19
- Jovem Jogador do Ano da Liga: 2018–19
- Golden Boy: 2019
- Jogador do mês da La Liga de 2020–21: novembro de 2020[92]
- Melhor Jogador do Atlético de Madrid na Temporada 2021–22[31]